# 松本泰志
松本泰志（1998年8月22日—），日本足球運動員，日本國家足球隊成員，司職中場，現時效力日職球隊廣島三箭。

## 俱乐部生涯
2017年1月，松本泰志加盟广岛三箭。随后的两个赛季，一直少有上场机会。2019年赛季，松本泰志成为了球队首发后腰，2019年赛季已有18次出场，在亚冠小组赛末轮客战墨尔本勝利的比赛中，打入了职业生涯首球。
日职联赛跟踪数据统计系统对2019年日职联赛第二轮球员跑动数据进行了公布，球员方面跑动距离最长的是广岛三箭的中场球员松本泰志，有13.109km。
日乙联赛球队福冈黄蜂官方宣布，球队租借了广岛三箭中场松本泰志。
大阪樱花官方宣布，广岛三箭中场松本泰志租借加盟大阪樱花。 

## 國家隊生涯
在2018年雅加达亚运会上，松本泰志作为主力中场出战了全部7场比赛，其中5场打满全场。

## 外部連結
- Profile at Sanfrecce Hiroshima （页面存档备份，存于）
- 日本職業足球聯賽中的松本泰志 （日語）